# Pałac Aniczkowski

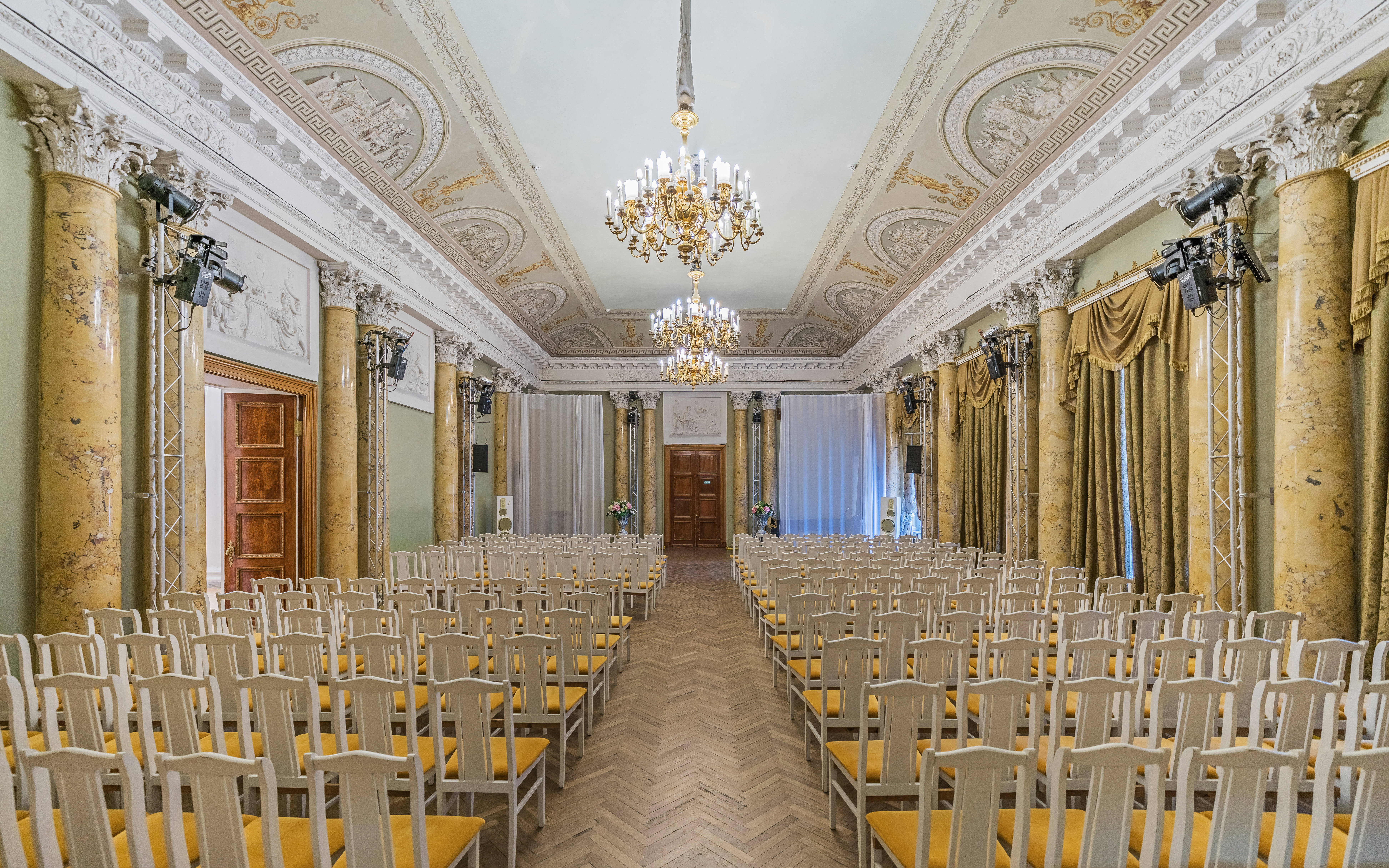
Wnętrze pałacu

Pałac Aniczkowski (ros. Аничков дворец) – pałac w Petersburgu przy Newskim Prospekcie, nad Fontanką. Historycznie jedna z rezydencji rodziny carskiej. Wzniesiony w stylu barokowym, był od tego czasu wielokrotnie przebudowywany w nowszych stylach klasycystycznym (elewacje) i eklektycznym (wnętrze).  

## Historia
Pałac został wzniesiony w latach 1741–1754. Pierwszy projekt budynku wykonał Michaił Ziemcow, po jego śmierci prace kontynuował G. Dmitrijew, dokończył je zaś, korygując pierwotne plany, Bartolomeo Rastrelli. Swoją nazwę bierze od położonego w sąsiedztwie Mostu Aniczkowskiego. 
Oficjalnie rezydencja była wznoszona dla carycy Elżbiety Pietrowny, jednak w rzeczywistości pierwszym właścicielem pałacu był jej faworyt Aleksiej Razumowski. W 1776 r. budynek przeszedł w ręce Grigorija Potiomkina. W latach 1778–1779 został podwyższony o jedno piętro i przebudowany w stylu klasycystycznym pod kierunkiem Iwana Starowa. Dwa lata po śmierci Potiomkina, w 1793 r., pałac został wykupiony na własność budżetu państwa i przekazany do dyspozycji carów. Przez pewien czas pracował w nim Gabinet Cesarski – organ odpowiedzialny za zarządzanie majątkiem rodziny panującej. W celu adaptacji pałacu do nowych funkcji w latach 1803–1806 do budynku dostawiono dodatkowe skrzydło z kolumnadą, przylegające do Prospektu Newskiego. Trzy lata później car Aleksander I podarował Pałac Aniczkowski swojej siostrze, wielkiej księżnej Katarzynie Pawłownie. Wtedy też architekt Luigi Rusca odnowił pomieszczenia dla służby, stajnie oraz sale paradne w pałacu. 
W 1817 r. pałac przeszedł w ręce wielkiego księcia Mikołaja Pawłowicza i pozostawał w jego władaniu także po tym, gdy Mikołaj odziedziczył po bracie tron rosyjski, do 1860 r. Z inicjatywy Mikołaja architekt Carlo Rossi dokonał kolejnej przebudowy budynku i wzniósł nowe pawilony w ogrodzie. Od 1865 r. pałac należał do wielkiego księcia Aleksandra Aleksandrowicza, który polecił przekształcić wnętrze rezydencji w stylu eklektycznym. 
W latach 1894–1917 pałac zajmowała carowa-wdowa Maria Fiodorowna. Przez pewien czas, bezpośrednio po ślubie, mieszkali w nim również świeżo koronowany na cara Mikołaj II z małżonką Aleksandrą.
Po rewolucji październikowej, w 1918 r., w pałacu rozmieszczono Muzeum Miasta. W latach 1936–1937 budynek przeszedł rekonstrukcję pod kierunkiem D. Kriczewskiego i A. Gegełły, po czym został zaadaptowany na Pałac Pionierów. Działalność kulturalna i oświatowa w pałacu była prowadzona również w okresie II wojny światowej i blokady Leningradu. W 1990 r. instytucję przemianowano na Pałac Twórczości Młodzieży.
Główna elewacja budynku skierowana jest ku nabrzeżu Fontanki. Do pałacu przylega park z pawilonami, altanami i rzeźbami zaprojektowany przez W. Gulda. Pierwotnie częścią kompleksu pałacowego była również prywatna cerkiew, nosząca od 1751 r. do 1817 r. wezwanie Odnowienia Świątyni Zmartwychwstania Pańskiego w Jerozolimie, a następnie św. Aleksandra Newskiego.